# Rafael Guarderas
Rafael Nicanor Guarderas Saravia (Lima, 12 settembre 1993) è un calciatore peruviano, centrocampista dell'Atlético Grau.

## Caratteristiche tecniche
Interno di centrocampo, può giocare anche nel ruolo di mediano.
È considerato una delle più grandi promesse del calcio peruviano.